# رباط شورین
رباط شورین، روستایی از توابع بخش مرکزی شهرستان همدان در استان همدان ایران است.
در لغت نامه دهخدا در مورد رباط شورین چنین نوشته شده‌است: ((رباط شورین . [رُ طِ ش ِ وِ] (اِخ) دهی است از بخش سیمینه رود شهرستان همدان. سکنهٔ آن ۱۲۵۵ تن. آب ده از چشمه و رودخانه تأمین می‌شود و فرآوردهٔ عمدهٔ آن غلات و حبوب و لبنیات و انگور، و صنایع دستی زنان جاجیم بافی است. راه اتومبیل رو دارد. (از فرهنگ جغرافیایی ایران ج ۵).))

## جمعیت
این روستا در دهستان هگمتانه قرار دارد و براساس سرشماری مرکز آمار ایران در سال ۱۳۹۵، جمعیت آن ۱۲۵۵ نفر (۳۷۶خانوار) بوده‌است.